# Pacifiction
Pacifiction (v originále Pacifiction : Tourment sur les Îles) je koprodukční hraný film z roku 2022, který režíroval Albert Serra. Film měl světovou premiéru 26. května 2022 na filmovém festivalu v Cannes.

## Děj
Ostrovem Tahiti se šíří zvěsti o možném obnovení francouzských jaderných testů.
De Roller, vysoký komisař Republiky ve Francouzské Polynésii, který je představitelem státu, se snaží ovládnout chod ostrova, místní obyvatelstvo a různé zájmy, které jsou v sázce: armáda, rybáři a místní úřady na atolu a místní aktivisté, kteří vyhrožují vyvoláním demonstrací atd.
Komisař hledá přítomnost možné ponorky nebo důkazy zásahu cizích mocností. Nakonec se spojí se zaměstnancem nočního klubu Paradise, centru všech těchto intrik.

## Obsazení
| Benoît Magimel    | De Roller    |
| Sergi López       | Morton       |
| Pahoa Mahagafanau | Shannah      |
| Marc Susini       | admirál      |
| Matahi Pambrun    | Matahi       |
| Alexandre Mello   | Portugalec   |
| Montse Triola     | Francesca    |
| Michael Vautor    | kapitán      |
| Cécile Guilbert   | Romane Attia |
| Lluís Serrat      | Lois         |
| Mike Landscape    | M. Mike      |
| Cyrus Arai        | Cyrus        |
| Mareva Wong       | sekretářka   |
| Baptiste Pinteaux | Olivier      |

## Ocenění
- Cena Louise Delluca
- Lumières: nejlepší režie, nejlepší herec (Benoît Magimel) a nejlepší kamera
- Gaudího cena: nejlepší nekatalánský film, nejlepší umělecká režie a nejlepší kamera
- Cena Francouzské unie filmových kritiků: nejlepší francouzský film, jedinečný francouzsky mluvený film
- César: nejlepší herec (Benoît Magimel), nejlepší kamera (Artur Tort); nominace v kategoriích nejlepší film, nejlepší režie (Albert Serra), nejlepší kostýmy (Praxèdes de Vilallonga), nejlepší výprava (Sébastien Vogler), nejlepší zvuk (Jordi Ribas, Benjamin Laurent a Bruno Tarrière), nejlepší vizuální efekty (Marco Del Bianco), nejlepší původní hudba (Marc Verdaguer a Joe Robinson), César středoškoláků